# La belva addormentata
La belva addormentata è un mediometraggio muto italiano del 1913 diretto e interpretato da Attilio Fabbri.